# Macroglossum limata
Macroglossum limata es una polilla de la familia Sphingidae. Vuela en Tailandia, Vietnam, Indonesia y Brunéi.

## Sinonimia
Macroglossum pseudungues, Holloway, 1987.
- Datos: Q2528394
- Multimedia: Macroglossum limata / Q2528394
- Especies: Macroglossum limata